# Теленков, Никита Игоревич
Никита Игоревич Теленков (род. 29 мая 1987, Брежнев, Татарская АССР, СССР) — российский футболист, полузащитник «Носты».

## Биография
Родился 29 мая 1987 года в Набережных Челнах (тогда Брежнев). Футболом начал заниматься в возрасте 6 лет в местном ДЮСШ «Заря». Первый тренер — Геннадий Андреевич Кадыльский. В 17 лет перешёл в школу «Нефтехимика», где впоследствии и начал профессиональную карьеру. На взрослом уровне дебютировал в 2005 году, отыграв за команду 8 матчей в Первенстве ПФЛ. Всего за 5 лет в клубе провёл за «Нефтехимик» 114 матчей и забил 4 гола в ПФЛ. В 2010 году подписал контракт с ульяновской «Волгой», за которую также выступал в ПФЛ на протяжении трёх сезонов. Летом 2013 года перешёл в другой клуб ПФЛ «Тюмень». В первый же сезон в новом клубе дошёл до 1/8 финала Кубка России и стал победителем зоны «Урал-Поволжье», добившись повышения в ФНЛ. В ноябре 2019 года клуб разорвал контракт, и Теленков перешёл в «Носту». С февраля 2022 года — в клубе «Зенит-Ижевск». Летом 2023 года вернулся в «Носту».

## Достижения
- Победитель зоны «Урал-Поволжье» Второго дивизиона: 2013/14
- Бронзовый призёр зоны «Урал-Поволжье» Второго дивизиона (2): 2011/12, 2012/13